# St. Maria und Margareta (Ronsolden)

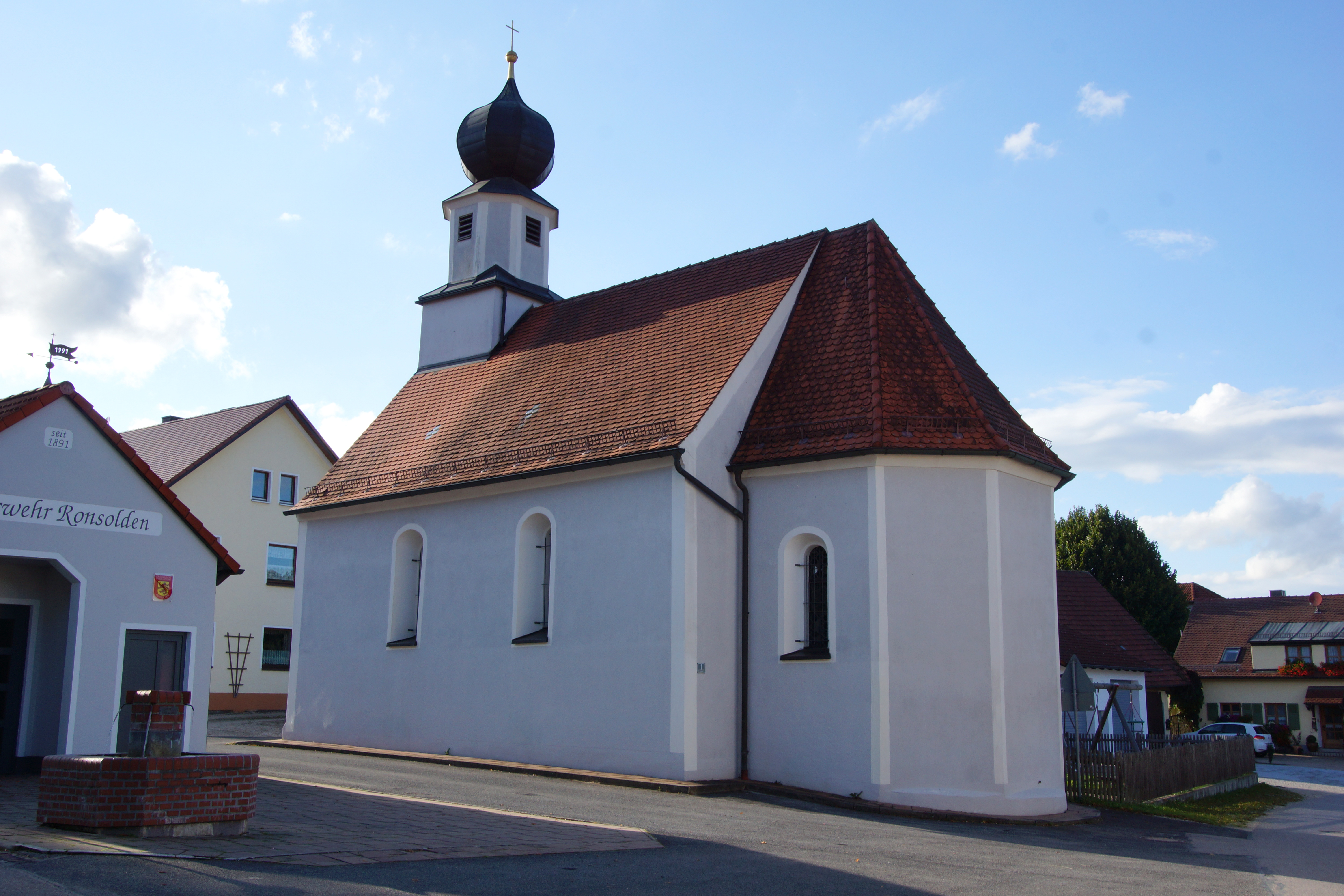
St. Maria und Margareta (Ronsolden)

Die römisch-katholische, denkmalgeschützte Filialkirche St. Maria und Margareta steht in Ronsolden, einem Gemeindeteil der Stadt Velburg im Landkreis Neumarkt in der Oberpfalz. Die Kirche gehört zum Bistum Eichstätt. Das Bauwerk ist unter der Denkmalnummer D-3-73-167-110 als Baudenkmal in die Bayerische Denkmalliste eingetragen.

## Beschreibung
An das Langhaus der spätromanischen Saalkirche aus dem 13. Jahrhundert wurde 1719 der eingezogene, dreiseitig geschlossene Chor im Osten angebaut. Aus dem Satteldach des Langhauses erhebt sich über dem westlichen Giebel ein quadratischer Dachreiter, auf dem ein eingezogenes, achteckiges Geschoss sitzt, das den Glockenstuhl beherbergt und das mit einer Zwiebelhaube bedeckt ist.
Der Innenraum des Langhauses ist mit einer Flachdecke überspannt, der des Chors mit einem Stichkappengewölbe. Zur Kirchenausstattung gehört ein um 1720 gebauter, mit Pilastern verzierter Hochaltar, der von den Statuen der heiligen Margareta, Katharina und Apollonia flankiert wird.